# Ricardo Calabria
Ricardo Calabria (5 de desembre de 1943-9 de juny de 2017) va ser un àrbitre i entrenador de futbol argentí.
Amb més de tres-cents partits dirigits al seu país i a l'estranger, va ser molt conegut en la dècada de 1980. Un cop retirat com a àrbitre, va dirigir equips de les categories inferiors de San Lorenzo, posteriorment amb El Porvenir aconseguint el seu ascens a Primera B Nacional, sis partits a Banfield i finalment a Almirante Brown.
El 2015 en un viatge de turisme a Turquia es va accidentar conduint una moto, fet que el va tenir en coma fins que va morir.